# De Havilland Gipsy Minor
Der de Havilland Gipsy Minor oder auch Gipsy Junior ist ein luftgekühlter Vierzylinderreihenmotor des britischen Herstellers de Havilland Aircraft Company. Er kam hauptsächlich in der de Havilland Moth Minor zum Einsatz. Beide wurden in den späten 1930er-Jahren gebaut.

## Entwicklung und Konstruktion
Der Motor ist eine vereinfachte und kleinere Version des de Havilland Gipsy. Er verfügt nur über einen Zündmagneten, während bei der Gipsy-Serie normalerweise zwei Magnete verbaut sind. Insgesamt wurden von dem Motor 171 Exemplare gebaut. 100 davon wurden in Australien produziert, wohin die Produktion nach dem Beginn des Zweiten Weltkriegs verlegt worden war.

## Verwendung
- De Havilland Moth Minor
- Short Scion
- Druine Turbi

## Erhaltene Exemplare
Ein de Havilland Gipsy Minor ist im de Havilland Aircraft Museum in London Colney in der englischen Grafschaft Hertfordshire ausgestellt.